# Antonia Herunter
Antonia Herunter (* 10. Mai 1996 in Graz) ist eine österreichische Politikerin der Österreichischen Volkspartei (ÖVP). Seit dem 12. Dezember 2024 ist sie vom Landtag der Steiermark entsandtes Mitglied des Bundesrates.

## Leben

### Ausbildung und Beruf
Herunter absolvierte ihre schulische Laufbahn zunächst am Bundesgymnasium Oeverseegasse in Graz, das sie von 2006 bis 2010 besuchte. Anschließend wechselte sie an die Bundeshandelsakademie Grazbachgasse, wo sie im Jahr 2015 die Matura ablegte. Von 2017 bis 2020 studierte sie Marketing und Sales an der Fachhochschule der Wirtschaft Campus 02  in Graz und schloss dieses Studium mit dem akademischen Grad Bachelor of Arts ab. Seit 2022 ist sie an der Karl-Franzens-Universität Graz im Studium Global Studies inskribiert.
Im Jahr 2021 legte sie erfolgreich die Jagdprüfung ab.
Beruflich war sie von März 2016 bis November 2021 als Assistentin des Pressesprechers von Landeshauptmann Hermann Schützenhöfer tätig. Anschließend arbeitete sie von November 2021 bis Juli 2022 als Referentin im Büro der Landesrätin Juliane Bogner-Strauß. Seit August 2023 ist sie Referentin für Internationale Beziehungen im Amt der Steiermärkischen Landesregierung.

### Politik
Von 2019 bis 2020 war Herunter Vorsitzende der Österreichische Hochschülerinnen- und Hochschülerschaft an der Fachhochschule Campus 02 in Graz. Seit 2022 ist Herunter als Nachfolgerin von Lukas Schnitzer Landesobfrau der JVP Steiermark. Herunter ist zudem seit 2024 stellvertretende Bundesobfrau der Jungen Volkspartei.
Bei der Landtagswahl in der Steiermark 2024 kandidierte Herunter auf Listenplatz 12 der Wahlliste der Steirische Volkspartei für den Steirischen Landtag. Sie erreichte 320 Vorzugsstimmen. Im Dezember 2024 wurde sie vom Landtag der Steiermark in den Bundesrates entsandt.

## Privates
Herunter ist Mitglied der katholischen Mittelschülerverbindung: K.E.M.V. Hesperia Graz im Verband farbentragender Mädchen. Sie ist zudem Vizepräsidentin des Ökosozialen Forums Steiermark.